# Guillermo Gorostiza
Guillermo Gorostiza (15 de fevereiro de 1909 - 23 de agosto de 1966) foi um futebolista espanhol. Ele competiu na Copa do Mundo FIFA de 1934, sediada na Itália, na qual a seleção de seu país terminou na quinta colocação dentre os 16 participantes.